# Für Elise (Kurzfilm)
Für Elise  ist ein deutscher Independent-Kurzfilm von Regisseur Oliver Schwarz aus dem Jahr 2025, welcher sich als mysteriöse, düstere Tragödie mit ungewöhnlich versöhnlichem Happy End und lebensfroher Botschaft entpuppt.

## Handlung
Angesiedelt ist die Geschichte zur Zeit des amerikanischen Bürgerkrieges, bei der eine gestandene Frau ihre Liebsten verliert und nun zum nächsten Schritt übergeht.

## Produktion und Veröffentlichung
Gedreht wurde der ambitionierte Kurzfilm in einer Zeitspanne von November 2023 bis Juli 2024, an Drehorten in Rossin (Gutshaus), Lüssow (Kirche), Ducherow (Schloss) und Groß Kiesow. 
Schwarz schrieb bereits im Herbst 2023 die Rahmenhandlung zu "Für Elise", während der Frankfurter Poetry Slamer Rene Tröltzsch für die Erweiterung in Gedichtform, die im Film ein Sprecher vorträgt, zuständig war. 
Theaterschauspielerin Friederike Serr (Nur ein Tag) spielt nach "Ostzone" (2016) von Rene Rausch das zweite Mal in einer heimischen Genrefilmproduktion mit. 
Für die Effekte, Masken und Kostüme verantwortet sich Regisseur Oliver Schwarz erneut allein. Der Ton wurde von dem Anklamer Sirko Schülke und dem Wahl- Demminer Stephan Puppe (Ist es leben oder sterben) aufgezeichnet und gemischt. Für das Make up wurde die am Greifswalder Theater arbeitene Tali Rabea Breuer und als Assistentin Leonie Schmidt (Das Versteck) aus Friedland (Mecklenburg) verpflichtet. 
Die Kameraarbeit kommt vom Wahl-Münchener Patrick Müller, der früher einige Musikvideos der Band Annisokay inszenierte, und der mit Schwarz bei diesem Projekt eng und intensiv zusammen arbeitete. 
Früher war eine Einreichung bei den Filmfestspielen in Cannes für das Jahr 2025 geplant, was aber an der fehlenden Besetzung der Sprecherrolle und eine dadurch verlangsamte Postproduktion vorerst scheiterte. Der Sprecher wurde erst im Mai 2025 mit dem aus Hamburg stammenden Theaterschauspieler Anjo Czernich (Der Streit) fest besetzt.
Das Kostüm der Geisterfrau, welche abwechselnd von Mario Kremp und Co-Produzent Matthias Karstädt (Birth) dargestellt wird, war ursprünglich für David Brückners Gruselfilm "Rapunzels Fluch 2" (2023) angedacht.
Schwarz wollte ein ungewöhnliches Stilmittel für die Einführung in den Film nutzen, daher entschied er sich für die seltene, heute kaum genutzte Form des Scherenschnitts.